# Sentier turc
Le Sentier turc ou Petite Turquie est, selon une appellation informelle, un quartier de Paris du 10e arrondissement qui concentre des commerces, des ateliers, des sociétés de service et d'autres lieux d'activité détenus ou gérés par des turcophones ou des kurdophones.

## Situation et accès
Il s'étend approximativement du boulevard de Bonne-Nouvelle, au sud, à la rue des Petites-Écuries, au nord, et du faubourg Saint-Denis, à l'est, au faubourg Poissonnière, à l'ouest. Il inclut donc en totalité la rue d'Enghien et la rue de l'Échiquier et pour partie la rue d'Hauteville.

## Origine du nom
La proximité, au sud, du quartier du Sentier (rue du Sentier, rue d'Aboukir…), dans lequel abondaient les ateliers de confection séfarades, explique cette dénomination.

## Historique
L'activité de confection textile y a pour partie remplacé celle des fourreurs ashkénazes ou grecs qui fournissait autrefois l'essentiel de l'emploi local.
L'appellation de « Petite Turquie » prête à controverse car le quartier fut connu en tant que terrain d'affrontement (parfois à mains armées, ou plutôt à main armée) entre Kurdes et Turcs. Un centre culturel kurde s'est installé rue d'Enghien et diverses librairies, proposant des ouvrages en langues turque ou kurde, jouxtent des bars, des salons de coiffure, des restaurants, tenus ou opérés par des Turcs ou des Kurdes, mais aussi parfois par des Bulgares ou Macédoniens turcophones.
Le quartier regroupe aussi des ateliers ou magasins de vente en gros de robes de noces (robes de mariées et de demoiselles d'honneur), des sociétés de vente en ligne (voyagistes, librairie d'anciens), et des salles de spectacle (restaurant Le Kibélé, New Morning…). Il est partagé par la cour des Petites-Écuries, espace central, qui tend à accueillir des sociétés liées au monde du spectacle, de la communication, et d'informatique.